# Fanny Duracková
Fanny Duracková, celým jménem Sarah Frances Duracková, provdaná Gatelyová (27. října 1889 Sydney – 20. března 1956 tamtéž) byla australská plavkyně.
Pocházela z rodiny irských přistěhovalců, závodnímu plavání se věnovala od jedenácti let, trénovala v sydneyském bazénu Wylie's Baths. Zprvu plavala prsa, později vyvinula vlastní styl, zvaný australský kraul. Byla průkopnicí ženského plavání, které bylo v té době pokládáno za ohrožení veřejné mravnosti: proto Australský olympijský výbor před olympijskými hrami 1912 zamítl zařazení plavkyň do týmu a povolil jim účast teprve poté, co si samy sehnaly peníze na účast prostřednictvím sbírky. Při premiéře ženského plavání na olympiádě ve Stockholmu Duracková vyhrála jedinou individuální disciplínu, závod na 100 metrů volným způsobem, před svojí krajankou a tréninkovou partnerkou Wilhelminou Wylieovou a stala se tak první olympijskou vítězkou v plavání a také první ženou, která získala pro Austrálii olympijské zlato.
V průběhu let 1910 až 1918 vytvořila jedenáct světových rekordů na tratích od 100 yardů do jedné míle, podnikla také úspěšné turné po světě, při kterém propagovala plavecký sport. V účasti na olympiádě 1920 jí zabránila komplikovaná apendicitida. V roce 1921 ukončila závodní činnost a stala se plaveckou instruktorkou.